# Odveč srce
Odveč srce (francosko Un coeur de trop) (COBISS) je roman Brine Švigelj-Mérat (Brine Svit); izšel je leta 2006 pri Cankarjevi založbi. Ponatisnjen je bil istega leta (COBISS) in leta 2008 v zbirki Žepnice (COBISS). V francoščini je izšel leta 2005 in bil nagrajen z nagrado Mauricea Genevoixa, ki jo podeljuje Francoska akademija.

## Vsebina
Glavna junakinja romana je Lila Sever, svetlolasa in drobna štiriinštiridesetletnica z dvema materama, dvema domovinama in tudi z dvema ljubeznima. Roman je preplet treh zgodb: okvirna zgodba je pogovor med Lilo in njeno najboljšo prijateljico Simono. Odvija se v Lilinem stanovanju nekega jutra po njeni vrnitvi iz Slovenije v Pariz. Osrednja zgodba pripoveduje o Lilinem večmesečnem obisku Slovenije, kamor se je sprva odpravila na očetov pogreb, a tam nato zaradi ljubezni ostane veliko dlje. Tretja zgodba pa je pripoved o Lilinem očetu, ki jo Lila spoznava skozi branje knjige Srce odveč, ki ji jo je oče zapustil z namenom, da bi izvedela več o svoji preteklosti.
Okvirna zgodba je brez posebnega dogajanja: Lila, ki se ukvarja s parfumi, in Simona, vrhunska oblikovalka, sedita pri zajtrku in med seboj spregovorita le enkrat, ko Lila Simono vpraša, ali želi kozarec vode. Simona je na obisku na željo Lilinega moža Pierra, zato da bi ji Lila povedala resnico o svojem ljubimcu iz Slovenije, a ji tega ne pove. 
Osrednja zgodba seže v času nazaj. Lila po klicu svojega polbrata Izza odpotuje v Slovenijo zaradi očetove smrti. Tam dobi ključe stare hiše na Bledu in ostane dlje, kot je sprva mislila, saj se zaplete v romanco z zdravnikom Sergejem. Pozabi na svoje življenje v Parizu in se popolnoma prepusti zimski idili na Bledu, ljubimkanju s Sergejem, klepetu s starim Romunom Nastom, hranjenju črnega mačka in branju očetove knjige. Misleč, da je Sergej utonil v jezeru, se vrne v Pariz, šele ko jo pride Pierre iskat. 
V tretji zgodbi, ki jo Lila bere v knjigi, spoznamo ljubezensko zgodbo njenjega očeta Matije, uglednega in konzervativnega profesorja in prevajalca, ki se je poročen spustil v strastno razmerje s svojo študentko Vesno. Sad te ljubezni je bila Lila, ki je po prezgodnji smrti matere Vesne (ponesrečila se je v gorah, ko je bila Lila stara eno leto) živela pri svojem očetu, krušni materi in dveh polbratih.